# Парк Хосе Рисаля

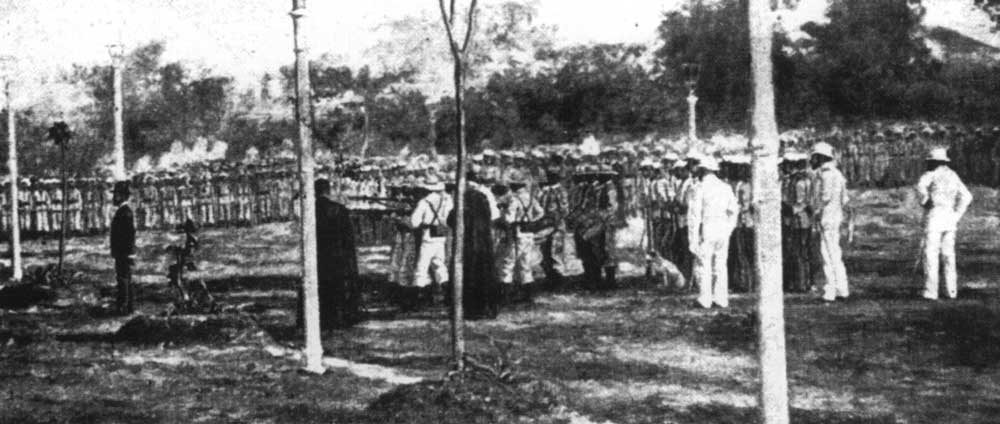
Казнь Хосе Рисаля

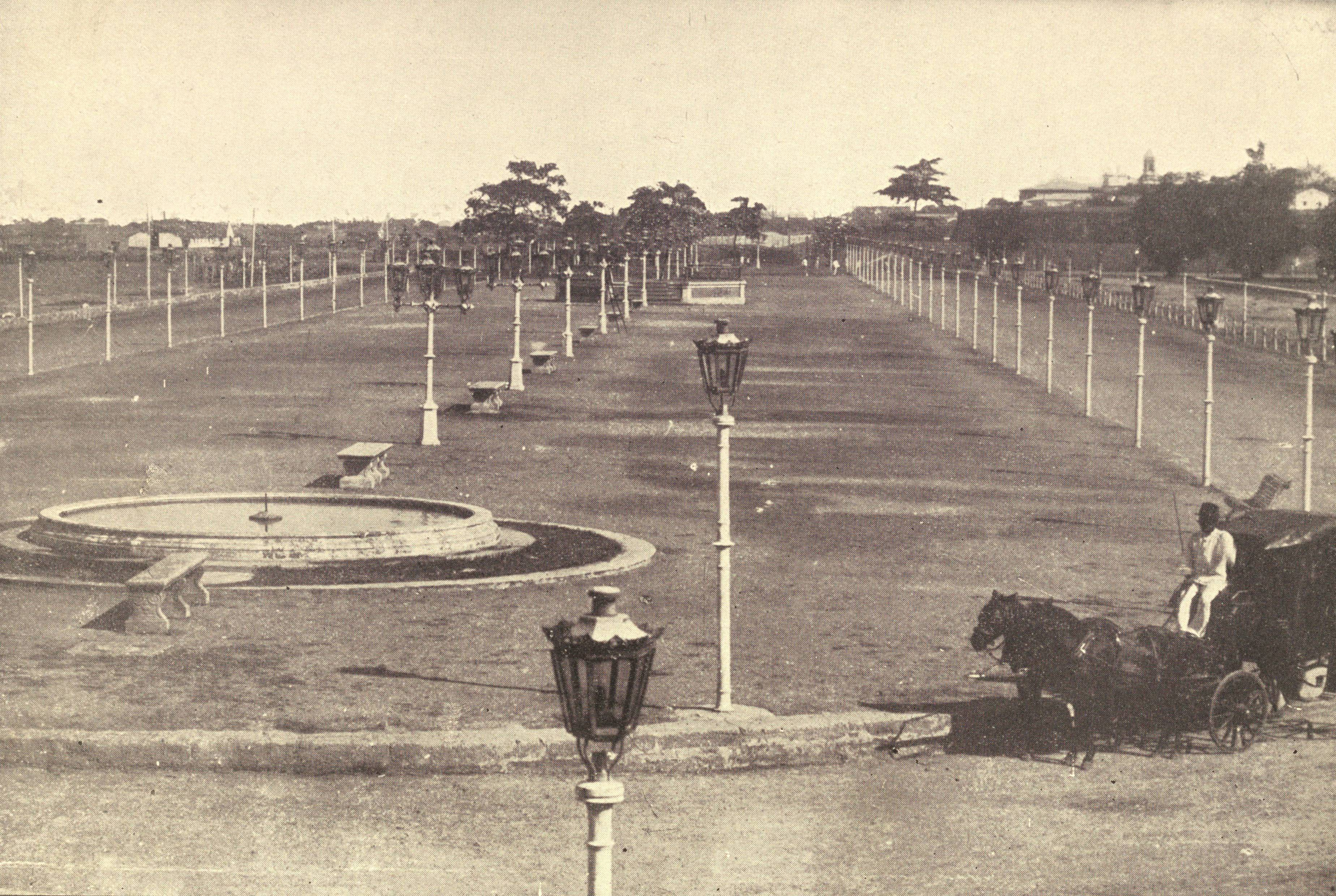
Парк Лунета в 1899 году

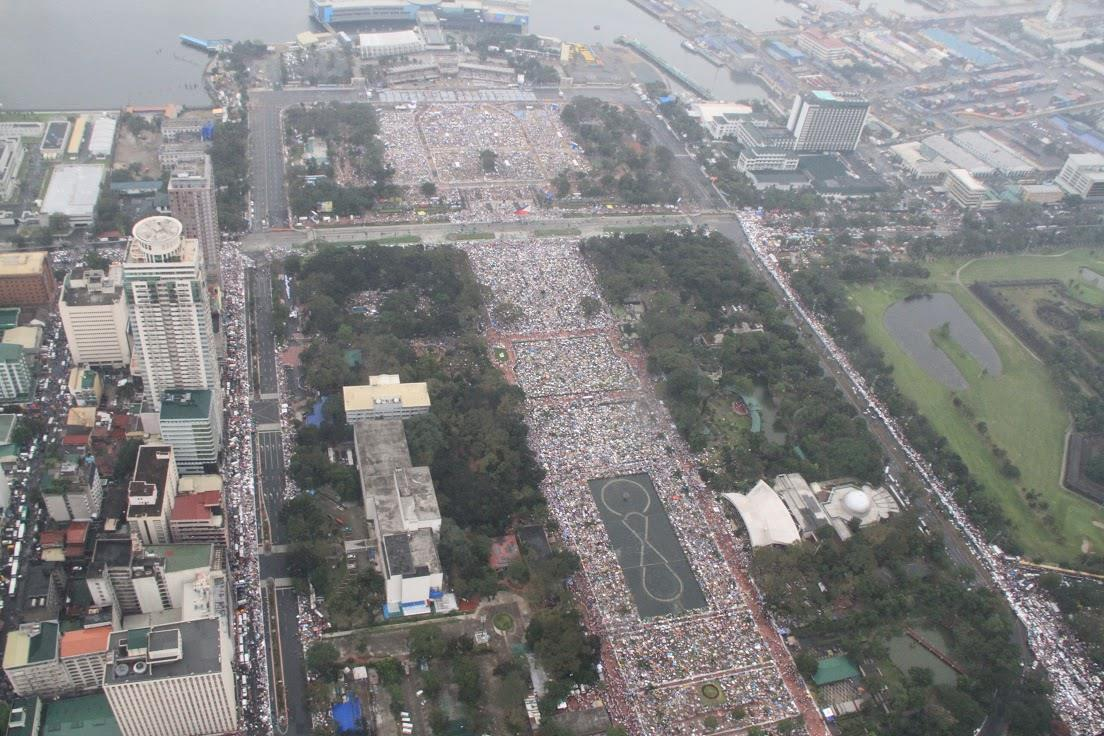

Парк Хосе Рисаля, другое наименование — Национальный парк Лунета (филипп. Liwasang Rizal, англ. Luneta National Park) — наименование исторического городского парка в Маниле, Филиппины. Расположен вдоль бульвара Рохаса рядом с городской стеной района Интрамурос. Старейший городской парк в Азии. Является одним из любимых мест отдыха горожан, местом проведения национальных праздников и официальных национальных торжественных мероприятий. Назван в честь национального героя и писателя Хосе Рисаля.
На территории этого парка 4 июля 1946 года была провозглашена независимость Филиппин.

## История
В средние века на территории современного парка находилось тагальское поселение Багумбаян. С 1762 года территория современного была частью манильского района Нуэво-Баррио, который располагался поблизости от манильской крепости. Во время британского вторжения в битве за Манилу район Нуэво-Баррио был полностью разрушен. Нуэво-Баррио был частично восстановлен и сегодня является частью современного района Эрмита. В 1820 году испанские колониальные власти осушили болотистые места и построили дощатую площадь Пасео-де-Лунета размером 300 метров в длину и 100 метров в ширину. Площадь носила имя от находившихся поблизости испанского военного госпиталя (разрушен во время землетрясения) и казарм, которые назывались «Cuartel la Luneta». После обустройства площади на ней проводились публичные казни. В период между 1823 и 1897 годами здесь было совершено 158 казней. Среди наиболее известных казнённых были три католических священника под общим названием «Гомбурса» и национальный герой и писатель Хосе Рисаль (его останки сегодня захоронены под монументом, являющимся организующим центром парка). С последней четверти XIX века площадь носила наименование Пасео-де-Альфонсо в честь испанского короля Альфонсо XII.
28 сентября 1901 года американская архитектурная комиссия одобрила строительство на территории площади памятника Хосе Рисалю и объявила о проведении конкурса проекта памятника, который продолжался до 1907 года. 30 декабря 1913 года памятник был торжественно открыт и парку было присвоено имя Хосе Рисаля. В 1902 году американскому градостроителю и архитектору Дэниелу Бернему было поручено сделать проект реконструкции центра Манилы. Он выбрал район Лунета для своего проекта, по которому старое здание законодательства было перестроено по аналогу вашингтонского Капитолия и стало центром реконструкции. Вокруг этого здания были построены полукругом правительственные здания Департамента сельского хозяйства (в настоящее время — Музей филиппинского народа) и Департамент финансов (в настоящее время — Департамент туризма). Эти здания были завершены до начала Второй мировой войны.
В 1955 году президент Рамон Магсайсай издал указ № 243, которым объявил парк Рисаля национальным парком. В это время площадь парка составляла 16,24 гектаров. Парк был объявлен охраняемой территорией и передан в ведение Комиссии парков и дикой природы (в настоящее время — Министерство окружающей среды и природных ресурсов Филиппин) и позднее — Комитету по развитию национальных парков Департамента туризма.

## Важные события
- 4 июля 1946 года — провозглашение независимости Филиппин.
- В 1986 году в парке президент Кирасон Акино перед памятником Хосе Рисаля торжественно объявила о завершении диктатуры Фердинанда Маркоса.
- 15 января 1995 года — заключительная месса католического Всемирного Дня молодёжи, на которой участвовало около 5 миллионов человек.
- 12 июня 1998 года — торжественный парад в честь столетнего юбилея объявления Республики Филиппины.
- 31.12.1999 — 1.01.2000. Празднование нового столетия. На этом празднике присутствовало около 5 миллионов человек.
- 27 ноября 2005 года — торжественное открытие Игр Юго-Восточной Азии.
- 23 августа 2010 года в парке были взяты в заложники туристы уволенным в запас полицейским Роландо Мендосой.
- 22 — 26 августа 2013 года — демонстрация «Марш миллиона».
- 18 января 2015 года — заключительная месса во время пастырского визита Римского Папы Франциска. На этом богослужении участвовало около 6 миллионов человек[4].

## Объекты
| N W E S                                 |                      |                      |                      |                                             |
| Северо-восточная сторона парка          |                      |                      |                      |                                             |
| Северо-западная сторона                 |                      |                      |                      | Юго-восточная сторона                       |
| Национальный музей филиппинского народа |                      |                      |                      | Здание Департамента туризма                 |
| Японский сад                            | Памятник Хосе Рисалю | Памятник Хосе Рисалю | Памятник Хосе Рисалю | Национальная библиотека Филиппин            |
| Интрамурос                              | Памятник Хосе Рисалю | Памятник Хосе Рисалю | Памятник Хосе Рисалю | Национальная историческая комиссия Филиппин |
| Отель «Манила»                          | Quirino Grandstand   | Quirino Grandstand   | Quirino Grandstand   | Музей Памбата                               |
| Юго-западная сторона                    |                      |                      |                      |                                             |

На территории расположен нулевой километр острова Лусон.